# Aijaz Ahmad

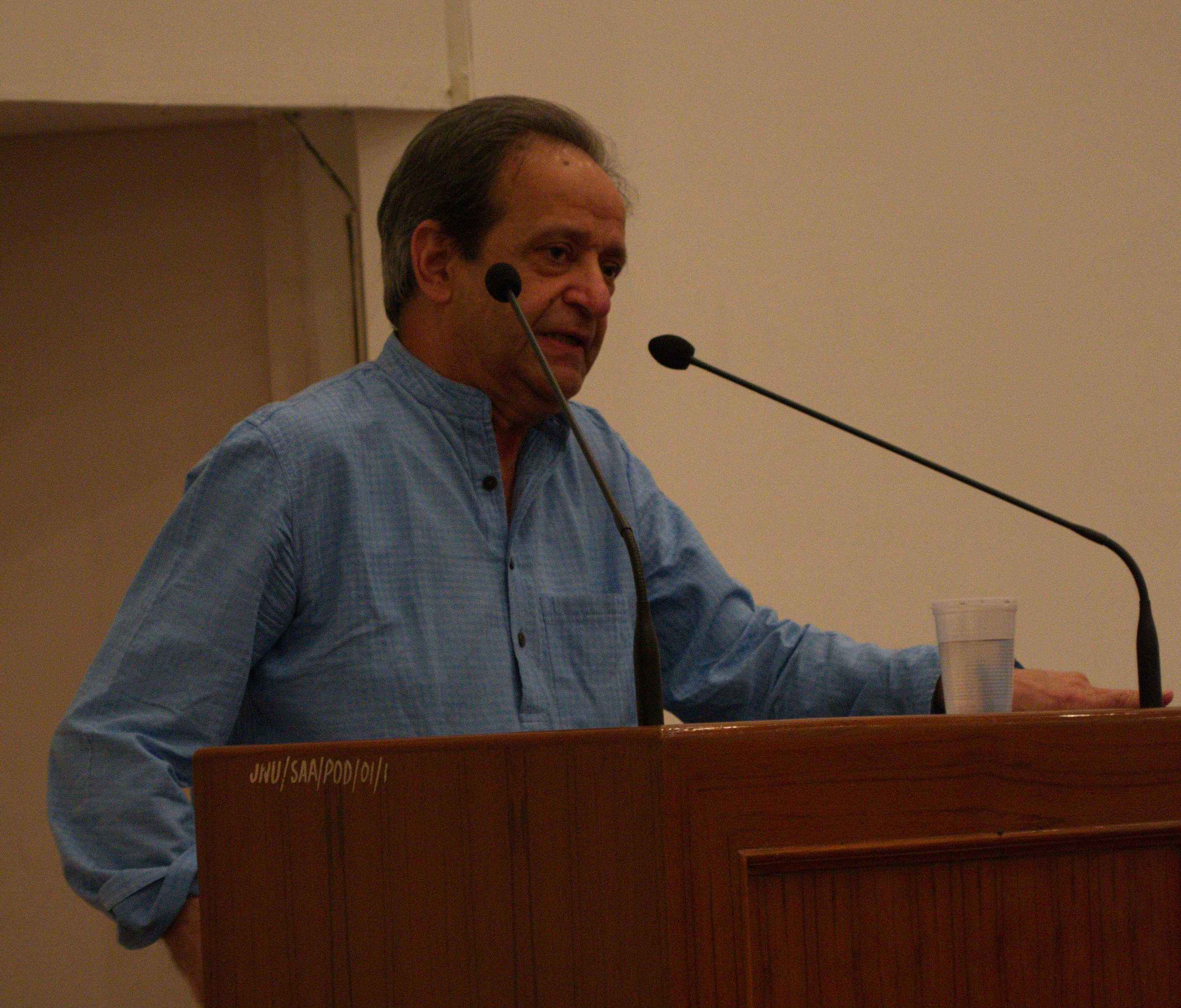
Ahmad im April 2013

Aijaz Ahmad (Hindi ऐजाज़ अहमद, Urdu اعجاز احمد; * 1941 in Muzaffarnagar, Britisch-Indien; † 9. März 2022 in Irvine, Kalifornien) war ein pakistanischer Literaturwissenschaftler und marxistischer Intellektueller.

## Leben
Ahmad wurde 1941 als Sohn einer wohlhabenden Landarbeiterfamilie im kolonialisierten Britisch-Indien geboren. Er wurde bis zur High School zu Hause unterrichtet. Seine Familie wanderte aufgrund der Teilung des Landes von 1947 bis 1948 in das pakistanische Lahore aus, wo er das Forman Christian College besuchte. Er schloss das College mit einem Master in Englisch ab. Kurz darauf wanderte er nach New York City aus. 1985 siedelte er zurück nach Indien um, wo er in mehr als zwei Jahrzehnten als Fellow u. a. am Nehru Memorial Museum and Library, an der Jawaharlal Nehru University und der Jamia Millia University lehrte und sich mit Liberalisierung, Hindutva, der Postmoderne und dem Postkolonialismus sowie Globalisierungsbestrebungen der Vereinigten Staaten auseinandersetzte.
Zuletzt lehrte Ahmad an der University of California in Irvine. Dort verstarb er am 9. März 2022.
Ahmad war Vater zweier Kinder.

## Werke

### Originalfassungen
- mit Vijay Prashad: Nothing Human is Alien to Me. Leftword Books, 2020, ISBN 978-8-19472-871-9.
- Iraq, Afghanistan, and the Imperialism of Our Time. Leftword Books, University of Michigan 2004, ISBN 978-8-18749-637-3.
- Lineages of the Present: Ideology and Politics in Contemporary South Asia. Verso Books, 2000, ISBN 978-1-85984-765-7.
- In Theory: Classes, Nations, Literatures. Verso Books, 1994, ISBN 978-0-86091-677-2.
- In the Mirror of Urdu: Recompositions of Nation and Community, 1947–1965. Indian Institute of Advanced Study, University of Michigan 1993, ISBN 978-8-18595-204-8.

### Übersetzungen
- von Ina Batzke: Der Imperialismus unserer Tage: Die globale Offensive gegen die Errungenschaften des 20. Jahrhunderts. Mangroven Verlag, Kassel 2024, ISBN 978-3-946946-38-0.
- von Ina Batzke: Klassen, Nationen, Literaturen: Eine theoretische Betrachtung. Mangroven Verlag, Kassel 2022, ISBN 978-3-946946-21-2.
- von Jürgen Köster: Der Imperialismus unserer Zeit. Neue Impulse Verlag, Essen 2004, ISBN 978-3-910080-53-9.